# Senador Georgino Avelino
Senador Georgino Avelino is een gemeente in de Braziliaanse deelstaat Rio Grande do Norte. De gemeente telt 3.854 inwoners (schatting 2009).